# Марсман, Ник
Ник Ма́рсман (нидерл. Nick Marsman; род. 1 октября 1990, Зволле, Нидерланды) — нидерландский футболист, вратарь японского клуба «Ренофа Ямагути».

## Клубная карьера
Марсман — воспитанник клуба «Твенте». В начале 2010 года Ник был включён в заявку команды на сезон. В 2011 году Марсман стал обладателем Кубка Нидерландов. 15 октября в матче против «Валвейка» он дебютировал в Эредивизи. Летом 2012 года для получения игровой практики Ник на правах аренды перешёл в «Гоу Эхед Иглз». 10 августа в матче против «Алмере Сити» он дебютировал в Эрстедивизи за дублирующий состав.
После окончания аренды Марсман вернулся в «Твенте», в это же время команду покинул его основной конкурент болгарин Николай Михайлов и Ник стал основным вратарём команды. В июне 2017 года перешёл в «Утрехт», подписав с клубом контракт на два года.
12 апреля 2021 года подписал контракт с клубом MLS «Интер Майами» сроком до конца сезона 2023, вступающий в силу в июле. За «Интер Майами» дебютировал 21 июля в матче против «Нью-Инглэнд Революшн», пропустив пять мячей. 4 августа 2023 года «Интер Майами» выкупил у Марсмана его контракт.
14 сентября 2023 года перешёл в клуб USL Championship «Сан-Антонио».

## Международная карьера
В июне 2013 года Марсман был включён в заявку молодёжной сборной Нидерландов на поездку на молодёжный чемпионат Европы в Израиль. На турнире он был запасным и на поле не вышел.

## Достижения
Командные
«Твенте»
- Обладатель Кубка Нидерландов — 2010/11